# Seznam dílů seriálu Vraždy v Oxfordu
Toto je seznam dílů seriálu Vraždy v Oxfordu.

## Přehled řad
| Řada | Díly | Premiéra ve VB  | Premiéra ve VB     | Premiéra v ČR     | Premiéra v ČR      |
| Řada | Díly | První díl       | Poslední díl       | První díl         | Poslední díl       |
| ---- | ---- | --------------- | ------------------ | ----------------- | ------------------ |
| 1    | 4    | 29. ledna 2006  | 4. března 2007     | 6. září 2009      | 27. září 2009      |
| 2    | 4    | 24. února 2008  | 16. března 2008    | 4. října 2009     | 25. října 2009     |
| 3    | 4    | 22. března 2009 | 12. dubna 2009     | 1. listopadu 2009 | 22. listopadu 2009 |
| 4    | 4    | 2. května 2010  | 30. května 2010    | 22. května 2011   | 4. června 2011     |
| 5    | 4    | 3. dubna 2011   | 24. dubna 2011     | 8. září 2018      | 16. září 2018      |
| 6    | 4    | 16. května 2012 | 6. června 2012     | 22. září 2018     | 30. září 2018      |
| 7    | 3    | 7. ledna 2013   | 11. února 2013     | 6. října 2018     | 13. října 2018     |
| 8    | 3    | 10. října 2014  | 14. listopadu 2014 | 14. října 2018    | 21. října 2018     |
| 9    | 3    | 6. října 2015   | 10. listopadu 2015 | 27. října 2018    | 3. listopadu 2018  |

## Seznam dílů

### První řada (2006–2007)
| Č. v seriálu | Č. v řadě | Původní název               | Český název             | Režie         | Scénář                                         | Premiéra ve VB | Premiéra v ČR |
| ------------ | --------- | --------------------------- | ----------------------- | ------------- | ---------------------------------------------- | -------------- | ------------- |
| 1            | 1         | Reputation                  | Lewis                   | Bill Anderson | námět: Russell Lewis scénář: Stephen Churchett | 29. ledna 2006 | 6. září 2009  |
| 2            | 2         | Whom the Gods Would Destroy | Koho bozi chtějí zničit | Marc Jobst    | Daniel Boyle                                   | 18. února 2007 | 13. září 2009 |
| 3            | 3         | Old School Ties             | Školní pouta            | Sarah Harding | Alan Plater                                    | 25. února 2007 | 20. září 2009 |
| 4            | 4         | Expiation                   | Pokání                  | Dan Reed      | Guy Andrews                                    | 4. března 2007 | 27. září 2009 |

### Druhá řada (2008)
| Č. v seriálu | Č. v řadě | Původní název                  | Český název                | Režie          | Scénář       | Premiéra ve VB  | Premiéra v ČR  |
| ------------ | --------- | ------------------------------ | -------------------------- | -------------- | ------------ | --------------- | -------------- |
| 5            | 1         | And the Moonbeams Kiss the Sea | Měsíc líbá moře            | Dan Reed       | Alan Plater  | 24. února 2008  | 4. října 2009  |
| 6            | 2         | Music to Die For               | Hudba, pro kterou se umírá | Bill Anderson  | Dusty Hughes | 2. března 2008  | 11. října 2009 |
| 7            | 3         | Life Born of Fire              | Život zrozený z ohně       | Richard Spence | Tom MacRae   | 9. března 2008  | 18. října 2009 |
| 8            | 4         | The Great and the Good         | Nepřestávej se dívat       | Stuart Orme    | Paul Rutman  | 16. března 2008 | 25. října 2009 |

### Třetí řada (2009)
| Č. v seriálu | Č. v řadě | Původní název          | Český název              | Režie            | Scénář                                       | Premiéra ve VB  | Premiéra v ČR      |
| ------------ | --------- | ---------------------- | ------------------------ | ---------------- | -------------------------------------------- | --------------- | ------------------ |
| 9            | 1         | Allegory of Love       | Tajemství lásky          | Bill Anderson    | námět: David Pirie scénář: Stephen Churchett | 22. března 2009 | 1. listopadu 2009  |
| 10           | 2         | The Quality of Mercy   | Něžný déšť milosrdenství | Bille Eltringham | Alan Plater                                  | 29. března 2009 | 8. listopadu 2009  |
| 11           | 3         | The Point of Vanishing | Špatná perspektiva       | Maurice Phillips | Paul Rutman                                  | 5. dubna 2009   | 15. listopadu 2009 |
| 12           | 4         | Counter Culture Blues  | Blues kontrakultury      | Bill Anderson    | námět: Nick Dear scénář: Guy Andrews         | 12. dubna 2009  | 22. listopadu 2009 |

### Čtvrtá řada (2010)
| Č. v seriálu | Č. v řadě | Původní název              | Český název         | Režie            | Scénář            | Premiéra ve VB  | Premiéra v ČR   |
| ------------ | --------- | -------------------------- | ------------------- | ---------------- | ----------------- | --------------- | --------------- |
| 13           | 1         | The Dead of Winter         | Smrtící zima        | Bill Anderson    | Russell Lewis     | 2. května 2010  | 22. května 2011 |
| 14           | 2         | Dark Matter                | Smrt na observatoři | Bille Eltringham | Stephen Churchett | 9. května 2010  | 28. května 2011 |
| 15           | 3         | Your Sudden Death Question | Přichází náhlá smrt | Dan Reed         | Alan Plater       | 16. května 2010 | 29. května 2011 |
| 16           | 4         | Falling Darkness           | Stíny minulosti     | Nicholas Renton  | Russell Lewis     | 30. května 2010 | 4. června 2011  |

### Pátá řada (2011)
| Č. v seriálu | Č. v řadě | Původní název                | Český název           | Režie            | Scénář                           | Premiéra ve VB | Premiéra v ČR |
| ------------ | --------- | ---------------------------- | --------------------- | ---------------- | -------------------------------- | -------------- | ------------- |
| 17           | 1         | Old, Unhappy, Far Off Things | Hořký úděl staré dámy | Nicholas Renton  | Russell Lewis                    | 3. dubna 2011  | 8. září 2018  |
| 18           | 2         | Wild Justice                 | Divoká spravedlnost   | Hettie Macdonald | Stephen Churchett                | 10. dubna 2011 | 9. září 2018  |
| 19           | 3         | The Mind Has Mountains       | Mysl hory přenáší     | Charles Palmer   | Patrick Harbinson                | 17. dubna 2011 | 15. září 2018 |
| 20           | 4         | The Gift of Promise          | Lži a tajemství       | Metin Hüseyin    | Dusty Hughes a Stephen Churchett | 24. dubna 2011 | 16. září 2018 |

### Šestá řada (2012)
| Č. v seriálu | Č. v řadě | Původní název        | Český název            | Režie           | Scénář            | Premiéra ve VB  | Premiéra v ČR |
| ------------ | --------- | -------------------- | ---------------------- | --------------- | ----------------- | --------------- | ------------- |
| 21           | 1         | The Soul of Genius   | Duše génia             | Brian Kelly     | Rachel Bennette   | 16. května 2012 | 22. září 2018 |
| 22           | 2         | Generation of Vipers | Plemeno zmijí          | David O'Neill   | Patrick Harbinson | 23. května 2012 | 23. září 2018 |
| 23           | 3         | Fearful Symmetry     | Děsivá symetrie        | Nicholas Renton | Russell Lewis     | 30. května 2012 | 29. září 2018 |
| 24           | 4         | The Indelible Stain  | Neodstranitelná skvrna | Tim Fywell      | Simon Block       | 6. června 2012  | 30. září 2018 |

### Sedmá řada (2013)
| Č. v seriálu | Č. v řadě | Původní název          | Český název       | Režie       | Scénář                                         | Premiéra ve VB                                    | Premiéra v ČR  |
| ------------ | --------- | ---------------------- | ----------------- | ----------- | ---------------------------------------------- | ------------------------------------------------- | -------------- |
| 25           | 1         | Down Among the Fearful | Zkouška víry      | Brian Kelly | Simon Block a Catherine Tregenna               | 7. ledna 2013 (1. část) 14. ledna 2013 (2. část)  | 6. října 2018  |
| 26           | 2         | The Ramblin' Boy       | Zaměněná těla     | Dan Reed    | Lucy Gannon                                    | 21. ledna 2013 (1. část) 28. ledna 2013 (2. část) | 7. října 2018  |
| 27           | 3         | Intelligent Design     | Inteligentní plán | Tim Fywell  | námět: Stephen Churchett scénář: Helen Jenkins | 4. února 2013 (1. část) 11. února 2013 (2. část)  | 13. října 2018 |

### Osmá řada (2014)
| Č. v seriálu | Č. v řadě | Původní název        | Český název      | Režie           | Scénář                                                        | Premiéra ve VB                                           | Premiéra v ČR  |
| ------------ | --------- | -------------------- | ---------------- | --------------- | ------------------------------------------------------------- | -------------------------------------------------------- | -------------- |
| 28           | 1         | Entry Wounds         | Otevřené rány    | Nicholas Renton | Helen Jenkins                                                 | 10. října 2014 (1. část) 17. října 2014 (2. část)        | 14. října 2018 |
| 29           | 2         | The Lions of Nemea   | Nemejští lvi     | Nick Laughland  | námět: Tahsin Güner scénář: Noel Farragher a Nick Hicks-Beach | 24. října 2014 (1. část) 31. října 2014 (2. část)        | 20. října 2018 |
| 30           | 3         | Beyond Good and Evil | Mimo dobro a zlo | David Drury     | Noel Farragher                                                | 7. listopadu 2014 (1. část) 14. listopadu 2014 (2. část) | 21. října 2018 |

### Devátá řada (2015)
| Č. v seriálu | Č. v řadě | Původní název     | Český název     | Režie          | Scénář           | Premiéra ve VB                                           | Premiéra v ČR     |
| ------------ | --------- | ----------------- | --------------- | -------------- | ---------------- | -------------------------------------------------------- | ----------------- |
| 31           | 1         | One For Sorrow    | Mrtvý ve studni | Nick Laughland | Helen Jenkins    | 6. října 2015 (1. část) 13. října 2015 (2. část)         | 27. října 2018    |
| 32           | 2         | Magnum Opus       | Břemena druhých | Matthew Evans  | Chris Murray     | 20. října 2015 (1. část) 27. října 2015 (2. část)        | 28. října 2018    |
| 33           | 3         | What Lies Tangled | Zamotaný případ | David Drury    | Nick Hicks-Beach | 3. listopadu 2015 (1. část) 10. listopadu 2015 (2. část) | 3. listopadu 2018 |